# 99 Dike
A 99 Dike a Naprendszer kisbolygóövében található aszteroida. Alphonse Louis Nicolas Borrelly fedezte fel 1868. május 28-án.